# Malinowoje Osero
Malinowoje Osero (russisch Мали́новое О́зеро) ist eine Siedlung städtischen Typs in der Region Altai im südlichen Westsibirien (Russland) mit 3586 Einwohnern (Stand 14. Oktober 2010).

## Geografie
Der Ort liegt im Südwestteil der Kulundasteppe inmitten eines der für das Gebiet charakteristischen „Bandwälder“, langgestreckter, über mehrere Hundert Kilometer parallel in südwest-nordöstlicher Richtung verlaufender Kiefernwaldmassive. Die Siedlung ist etwa 350 Kilometer in südwestlicher Richtung von der Regionshauptstadt Barnaul und 30 Kilometer von der Grenze zu Kasachstan entfernt.
Malinowoje Osero gehört zum Rajons Michailowski, dessen Verwaltungszentrum Michailowskoje (bis 1991 Siedlung städtischen Typs Michailowski) sich gut 15 Kilometer nördlich befindet.
Eine flache, etwa 100 km² große Senke mit einer Vielzahl von Salzseen, genannt Salzseesteppe (russisch Soljono-Osjornaja Step) erstreckt sich unmittelbar nördlich der Siedlung. Einer der Seen, der Malinowoje-See, übersetzt Himbeersee oder himbeerfarbener See, gab dem Ort den Namen. Kleinere Senken im Waldgebiet südlich des Ortes werden ebenfalls von Salzseen, den Tanatarseen, eingenommen.

## Geschichte
Der Ort entstand ab Ende der 1920er Jahre im Zusammenhang mit der Errichtung einer Sodafabrik auf Grundlage 1928 geologisch untersuchter Sodavorkommen in den Tanatarseen. 1929 wurde die Sodaförderung aufgenommen und mit der Errichtung des Michailowsker Soda-Kombinates begonnen.
Als die Bedeutung der Sodalagerstätte nach dem deutschen Überfall auf die Sowjetunion stark wuchs – sie deckte in den Kriegsjahren den Bedarf der Sowjetunion an calcinierter Soda zu 70 % – wurde das Werk erheblich erweitert und auf Beschluss des Staatlichen Verteidigungskomitees vom 20. Januar 1943 mit der Errichtung einer Eisenbahnstrecke ausgehend von der 118 Kilometer nordwestlich gelegenen Station Kulunda begonnen. 1944 nahm sie den Betrieb auf (ab 1953 für den öffentlichen Verkehr).
Bereits 1942 hatte der Ort den Status einer Siedlung städtischen Typs erhalten.
Später, insbesondere ab den 1960er Jahren, wurde im Werk auch mit der Produktion anderer Chemikalien begonnen. 1977 erfolgte daher die Umbenennung in Michailowsker Werk für chemische Reagenzien.

## Bevölkerungsentwicklung
| Jahr | Einwohner |
| ---- | --------- |
| 1959 | 7293      |
| 1970 | 5277      |
| 1979 | 4728      |
| 1989 | 5009      |
| 2002 | 4133      |
| 2010 | 3586      |

Anmerkung: Volkszählungsdaten

## Wirtschaft und Infrastruktur
Ortsbildendes Unternehmen ist das Michailowsker Werk für chemische Reagenzien. Es ist unter anderem einziger Lieferant für basisches Magnesiumcarbonat und Kupferacetat in Russland.
Malinowoje Osero ist Endpunkt einer Eisenbahnstrecke von Kulunda. Der noch im Zweiten Weltkrieg begonnene Weiterbau in südwestlicher Richtung als Lückenschluss zur Turkestan-Sibirischen Eisenbahn zwischen Rubzowsk und Semipalatinsk wurde bei Kriegsende eingestellt. In den 1970er Jahren wurden die Arbeiten bei völliger Neutrassierung der Strecke wieder aufgenommen und die 111 Kilometer lange Verbindung zur Station Lokot südwestlich von Rubzowsk 1980 provisorisch in Betrieb genommen. Die endgültige Fertigstellung und Abnahme unterblieb jedoch aus unbekannten Gründen, und nach dem Zerfall der Sowjetunion wurde der Betrieb auf dem neuen Streckenabschnitt eingestellt, zumal der Anschlussbahnhof Lokot – obwohl unweit der Grenze auf dem Territorium Russlands gelegen – von der Kasachischen Staatsbahn betrieben wurde.
Durch Malinowoje Osero verläuft auch eine der Rubzowsk und Kulunda verbindenden Straßen.